# أندرياس أوهمان
أندرياس أوهمان (بالسويدية: Andreas Öhman)‏ هو لاعب كرة قدم سويدي في مركز الوسط، ولد في 1998 في السويد. لعب مع نادي غوتبورغ.

## وصلات خارجية
- أندرياس أوهمان على موقع اتحاد السويد (السويدية)
- أندرياس أوهمان على موقع قاعدة بيانات كرة القدم.إي يو (الإنجليزية)
- أندرياس أوهمان على موقع Soccerway.com (الإنجليزية)